# Varronia multicapitata
Varronia multicapitata är en strävbladig växtart som först beskrevs av Nathaniel Lord Britton och Henry Hurd Rusby, och fick sitt nu gällande namn av J.S.Mill. Varronia multicapitata ingår i släktet Varronia och familjen strävbladiga växter. Inga underarter finns listade i Catalogue of Life.